# Luigi Carlo Borromeo
Luigi Carlo Borromeo (Graffignana, 26 de octubre de 1893-Pavía, 4 de julio de 1975) fue un obispo católico italiano. Fue nombrado obispo-auxiliar del Diócesis de Lodi el 4 de noviembre de 1951 y obispo del Diócesis de Pésaro el 28 de diciembre del 1952.

## Biografía

### Formación y sacerdocio
Realizó sus estudios inferiores en el seminario local de la diócesis de Lodi y fue ordenado padre en 1918. Fue profesor de filosofía en las escuelas de Lodi.
El 4 de noviembre de 1951, el papa Pío XII lo nombró obispo-auxiliar de la Diócesis de Lodi y titular de Coma. Fue consagrado obispo el 2 de diciembre de 1951 por Pietro Calchi Novati, obispo de Lodi.
El 2 de diciembre de 1952, fue nombrado obispo del Diócesis de Pésaro. Fue padre conciliare durante trodas las cuatro sesiones del Concilio Vaticano II, y membro del grupo conservador Cœtus Internationalis Patrum. En 1971 se inaugura la nueva parroquia de san Carlos Borromeo.
Llevó a la diócesis hasta su muerte el 4 de julio de 1975. Fue enterrado en la catedral diocesana.